# Misgolas raveni
Misgolas raveni là một loài nhện trong họ Idiopidae.
Loài này thuộc chi Misgolas. Misgolas raveni được G. Wishart & D.M Rowell miêu tả năm 2008.